# Valkeisenjärvi (sjö i Mellersta Österbotten)
Valkeisenjärvi är en sjö i Finland. Den ligger i kommunen Perho i landskapet Mellersta Österbotten, i den centrala delen av landet, 400 km norr om huvudstaden Helsingfors. Valkeisenjärvi ligger 184,1 meter över havet. Arean är 51,8 hektar och strandlinjen är 3,9 kilometer lång. Sjön  ingår i Perho å huvudavrinningsområde.   I omgivningarna runt Valkeisenjärvi växer i huvudsak blandskog.